# Église Saint-André de Libreville
L'église paroisse Saint-André est une église catholique située à Libreville, au Gabon,.

## Présentation
Cécilia Fatou-Berre est la première sœur gabonaise à exercer son ministère à l'Église Saint-André de Libreville, un fait que commémore une communauté catholique qui porte son nom.